# 中村本町 (名古屋市)
中村本町（なかむらほんまち）は、愛知県名古屋市中村区の地名。現行行政地名は中村本町1丁目から中村本町5丁目。住居表示未実施。

## 地理
名古屋市中村区中央部に位置する。東は大宮町、西は中村中町、南は下中村町、北は太閤通に接する。

## 歴史

### 地名の由来
中村町および下中村町の中央に位置することによる。

### 沿革
- 1932年(昭和7年)3月1日 - 西区中村町および下中村町の各一部により、同区中村本町として成立[1]。
- 1937年(昭和12年)10月1日 - 中村区成立に伴い、同区中村本町となる[1]。

## 世帯数と人口
2019年（平成31年）2月1日現在の世帯数と人口は以下の通りである。
| 町丁     | 世帯数  | 人口    |
| -------- | ------- | ------- |
| 中村本町 | 777世帯 | 1,370人 |

### 人口の変遷
国勢調査による人口の推移
| 1950年（昭和25年） | 2,800人 | [ 9 ]  |  |
| 1955年（昭和30年） | 3,227人 | [ 9 ]  |  |
| 1960年（昭和35年） | 3,660人 | [ 10 ] |  |
| 1965年（昭和40年） | 3,436人 | [ 10 ] |  |
| 1970年（昭和45年） | 3,249人 | [ 11 ] |  |
| 1975年（昭和50年） | 2,991人 | [ 11 ] |  |
| 1980年（昭和55年） | 2,453人 | [ 12 ] |  |
| 1985年（昭和60年） | 2,113人 | [ 12 ] |  |
| 1990年（平成2年）  | 1,902人 | [ 13 ] |  |
| 1995年（平成7年）  | 1,723人 | [ 14 ] |  |
| 2000年（平成12年） | 1,594人 | [ 15 ] |  |
| 2005年（平成17年） | 1,477人 | [ 16 ] |  |
| 2010年（平成22年） | 1,420人 | [ 17 ] |  |
| 2015年（平成27年） | 1,325人 | [ 18 ] |  |

## 学区
市立小・中学校に通う場合、学校等は以下の通りとなる。また、公立高等学校に通う場合の学区は以下の通りとなる。なお、小学校は学校選択制度を導入しておらず、番毎で各学校に指定されている。
| 小学校                                    | 中学校               | 高等学校 |
| ----------------------------------------- | -------------------- | -------- |
| 名古屋市立日吉小学校 名古屋市立千成小学校 | 名古屋市立豊国中学校 | 尾張学区 |

## 施設
- 中井筋用水[7]
- 石神社[7]

## その他

### 日本郵便
- 郵便番号 : 453-0828[4]（集配局：中村郵便局[21]）。